# Pterigynandrum filiforme
Pterigynandrum filiforme (Fädiges Zwirnmoos oder Faden-Zwirnmoos) ist eine Laubmoos-Art aus der Familie Pterigynandraceae.

## Merkmale
Die fast fadenförmigen Pflanzen bilden gelbgrüne, dem Substrat angedrückte, flache Rasen. Die kriechenden Hauptstämmchen sind unregelmäßig verzweigt, die sekundären Stämmchen und Äste schlank und kätzchenförmig beblättert. Die anliegenden bis aufrechten, manchmal einseitswendigen Blätter sind oval und kurz gespitzt, hohl, die Blattränder oben gesägt, die kurze Blattrippe meist doppelt oder seltener einfach.
Die Laminazellen sind länglich-rautenförmig und dickwandig; an der Blattunterseite sind die oberen Zellenden zu hohen vorspringende Papillen ausgebildet. Blattflügelzellen sind klein und subquadratisch.
Der Sporophyt besitzt eine aufrechte, zylindrische Kapsel mit schief geschnäbeltem Deckel, kappenförmiger Kalyptra und doppeltem, kurzem Peristom. Die fein papillösen Sporen messen 12 bis 16 Mikrometer.

## Varietäten
Von der variablen Art werden eine var. majus (kräftige Form, meist auf Gestein) und eine var. filiforme (kleiner mit fadenförmigen langen Ästen, meist epiphytisch) beschrieben bzw. unterschieden.

## Verbreitung und Standortansprüche
Das Moos ist zirkumboreal verbreitet. In Mitteleuropa bewohnt es vorwiegend Waldstandorte in montanen Lagen. Sehr oft wächst es auf Borke von Laubhölzern wie Esche, Ahorn oder Buche, seltener auf kalkarmem Gestein.